# 三重鉄道シハ31形気動車

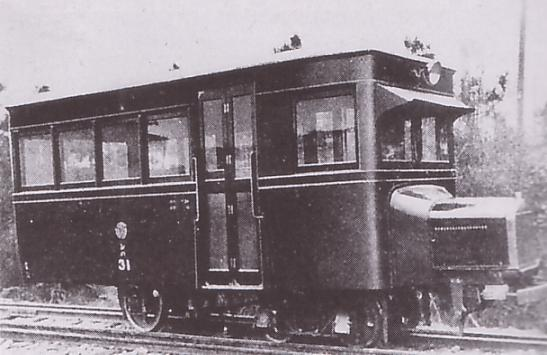
三重鉄道シハ31形気動車

三重鉄道シハ31形気動車（みえてつどうシハ31がたきどうしゃ）は、三重鉄道（現在の四日市あすなろう鉄道内部・八王子線の前身）が1928年3月に日本車輌製造（日車）本店でシハ31 - シハ34の4両を製造した、762mm軌間用の30人乗りガソリン動車である。
ここでは近隣の四日市鉄道（現在の近鉄湯の山線の前身）が同年7月に同じく日車本店で製造し、四日市鉄道の三重鉄道への合併後追番でシハ35・シハ36となった、同系車のジ41・ジ42を合わせて取り扱うこととする。

## 概要
1927年3月竣工の井笠鉄道ジ1・ジ2に始まり、以後1930年代前半まで瀬戸内・東海地方を中心とする地方の中小鉄軌道に大量に導入された、自動車の動力装置を流用した一連の日車本店製単端式気動車のうちの乗合自動車（バス）型車の典型例の一つである。

## 車体
当時のバスにならって側板下部を緩やかに絞り込んだ、軽量構造の半鋼製車体である。
窓配置はdD4あるいは4D1（d：乗務員扉、D：客用扉）で、運転台は半室式で車掌台側には乗務員扉はなく、シハ31 - シハ34の乗務員扉は1枚扉、ジ41・42の乗務員扉は2枚折戸、客用扉は2枚折戸、そして前面および後部妻面は2枚窓で、前面窓上部には日よけが取り付けられていた。
またジ41・42の方がシハ31 - シハ34より若干全長が長かった。

## 機関・変速機
新造時は当時もっとも普及していた自動車であるT型フォードの動力装置をそのまま流用した。このためエンジンはフォードT（20hp/1,500rpm）、変速機も前進2段、後進1段で遊星ギアによる常時かみ合わせ方式を採る、独特の構造のフォード製トランスミッションがそのまま搭載された。
この機関部からの出力はプロペラシャフトを介して後方に伝達され、ベベルギアと平ギアで方向転換と減速の後、動軸を駆動した。
エンジンは台枠前部に装架されていたが、ラジエーターの取り付けの関係もあって自動車同様のボンネットが車体前面に突き出していた。
もっともこのフォードTエンジンは入手が容易で整備面でも有利であったものの、鉄道車両の動力源としては非力だったのと部品供給面で不安が出てきたため、1936年にフォードA（40hp/2,200rpm）に換装されている。
その後、1939年にはシハ35・シハ36が代燃装置（薪ガス発生炉）を後部端面に設置、翌1940年にはシハ31がこれに倣って改良型（三重鉄式薪ガス発生装置）を装備している。

## 台車
台車は片ボギー（前輪ボギー）式で、前部を菱枠構造の軽量2軸ボギー台車とし、ウィングバネ式の軸ばねで保持された後軸が動軸となる構造であった。
いずれも当時の日車本店の標準設計品で、軸受には走行抵抗軽減を目的としてローラーベアリングが奢られるのが標準仕様であったが、シハ31 - シハ34の前部台車に限ってはプレーンベアリングが装着されていた。

## 運用
就役後、シハ31 - シハ34はラッシュ時を除く三重鉄道の旅客サービスのほぼ全てを一手に引き受けるようになり、同時に列車運行本数の高頻度化を実現した。
これに対し、当時電化していたにもかかわらずわざわざこの小型ガソリン動車を購入した四日市鉄道では、ほとんど稼動実績が残されていない。このことから、これらは将来の三重鉄道との合併を前提として、三重鉄道の四日市 - 諏訪間への乗入れ運転の実施、老朽化した小型2軸電車を新造の大型ボギー式電車へ置き換える過程での暫定措置、そして当時の社会経済状況を反映した「経済運転」のため、これらの車両を導入したと考えられている。
事実、新型電車導入後にジ41はそのまま三重鉄道へ貸し出されてシハ31 - シハ34と共通運用に充当されており、書類上ジ41・ジ42は合併直前の1930年に三重鉄道へ譲渡され、シハ35・シハ36となっている。
代燃装置の設置後、シハ35・シハ36は狭隘な諏訪駅構内に設置された転車台では転回できなかったため、日永 - 八王子間運用に専用に充当された。
その後は三重交通への統合時に改番が実施され、シハ31 - シハ34がナ111 - ナ114、シハ35・シハ36がナ121・ナ122と改番された。
燃料統制に伴い早々と上述の代燃化を実施したが、性能低下が著しく、結局内部・八王子線は沿線に官舎があった海軍第二燃料廠の資材援助と関西急行鉄道電力部の工事で1943年12月に部分電化され、さらに1948年9月をもって全線電化が完了したことで不要となり、全車廃車された。一部は車体のみ諏訪駅構内での倉庫、湯の山駅付近でのバスの待合所に転用されたが、その後全て姿を消している。